# Степин, Кузьма Иванович
Кузьма Иванович Степин (24 октября 1913 — 13 августа 1982) — штурман эскадрильи 98-го гвардейского отдельного разведывательного авиационного полка резерва Главного командования Военно-воздушных сил Красной Армии, гвардии капитан. Герой Советского Союза.

## Биография
Родился 24 октября 1913 года в деревне Бережки (ныне — Жуковского района Брянской области) в крестьянской семье. Русский. Член КПСС с 1943 года. Окончил машиностроительный техникум в городе Людиново Калужской области. Работал на заводе в городе Жуковка.
В 1935 году призван в ряды Красной Армии. В 1938 году окончил Военное авиационное училище лётчиков и лётчиков-наблюдателей. В боях Великой Отечественной войны с августа 1941 года.
В октябре 1941 года фашистские полчища рвались к Москве. В эти дни штурман бомбардировочного полка гвардии капитан К. И. Степин по несколько раз поднимался в небо. В один из полётов он обнаружил большую колонну фашистской техники, движущуюся по направлению к фронту. «Идём на цель», — скомандовал он экипажу.
Трижды на бреющем полёте СБ разгонял противника по дороге, повсюду горели автомашины, взрывались снаряды. Внезапно «Мессершмитты» атаковали наш самолёт. Умело маневрируя, используя облака, К. И. Степин сбил один из вражеских самолётов и благополучно вернулся к себе на аэродром. Учитывая лётный опыт, К. И. Степина назначают штурманом авиационного полка дальних разведчиков резерва Главного Командования Красной Армии.
Во время боёв под Киевом командованию срочно понадобились данные о мостах через Днепр. Выбор пал на экипаж К. И. Степина. Облачность и дождь затрудняли выполнение задания. Затрудняло, но не могло повлиять на его выполнение. К. И. Степин сумел вывести самолёт точно на цель, прорвал облачность, произвёл фотографирование, установив не только расположение мостов, но и скопление эшелонов на железной дороге.
Действуя на центральном участке фронта, он лично произвел фотографирование обороны противника глубиной до 16 километров. Только за два года боевых действий капитан К. И. Степин совершил 85 вылетов, 65 раз он был обстрелян противником, 18 раз вступал в неравный бой. Дважды на горящем самолёте совершал вынужденную посадку.
Отважным штурманом обнаружено 123 железнодорожных эшелона, 5400 танков, 6800 автомашин, 1200 самолётов, сфотографировано 1600 квадратных километров обороны противника. Наземное командование не раз просило направить на разведку именно экипаж К. И. Степина.
Указом Президиума Верховного Совета СССР от 28 сентября 1943 года за образцовое выполнение боевых заданий командования и проявленные при этом мужество и героизм гвардии капитану Кузьме Ивановичу Степину присвоено звание Героя Советского Союза с вручением ордена Ленина и медали «Золотая Звезда».
В 1948 году окончил Краснодарскую высшую офицерскую школу штурманов, в 1955 году — курсы усовершенствования офицерского состава при Военно-воздушной академии. С 1960 года полковник К. И. Степин — в запасе. Жил в городе Липецк. Работал инженером в Управлении местной промышленности. Скончался 13 августа 1982 года.
Награждён орденом Ленина, пятью орденами Красного Знамени, орденом Александра Невского, орденом Отечественной войны 1-й степени, тремя орденами Красной Звезды, медалями.